# 冢子湾水库
冢子湾水库是中国湖北省襄阳市襄州区境内的一座水库，位于汉江支流上，建于1976年。水库正常库容为2040万立方米，集雨面积为29平方千米，海拔为108米。